# Antalyaspor 2022
Questa voce raccoglie le informazioni riguardanti l'Antalyaspor nelle competizioni ufficiali della stagione 2022.

## 2. Lig 2022

### Stagione regolare
| Adalia 17 aprile 2022, ore 14:00 1ª giornata | Antalyaspor | 8 – 0 | Kocatepe Victory Walkers | Atilla Vehbi Konuk Tesisleri |

| Karatay 21 maggio 2022, ore 12:30 2ª giornata | Selçuk Kartallar | 0 – 25 | Antalyaspor | Saraçoğlu Spor Tesisleri |

| Adalia 4 giugno 2022, ore 16:00 4ª giornata | Antalyaspor | 8 – 0 | Çınar Raiders | Atilla Vehbi Konuk Tesisleri |

### Playoff
| Adalia 26 giugno 2022, ore 16:30 Semifinale | Antalyaspor | 31 – 6 | Ege Dolphins | Atilla Vehbi Konuk Tesisleri |

| Ankara 2 luglio 2022, ore 20:00 Finale | İzmir Halcyons | 21 – 0 | Antalyaspor | Beytepe Amerikan Futbolu Sahası |

## Statistiche di squadra
| Competizione      | %Vittorie | In casa | In casa | In casa | In casa | In casa | In casa | In trasferta | In trasferta | In trasferta | In trasferta | In trasferta | In trasferta | Totale | Totale | Totale | Totale | Totale | Totale |
| Competizione      | %Vittorie | G       | V       | N       | P       | Pf      | Ps      | G            | V            | N            | P            | Pf           | Ps           | G      | V      | N      | P      | Pf     | Ps     |
| ----------------- | --------- | ------- | ------- | ------- | ------- | ------- | ------- | ------------ | ------------ | ------------ | ------------ | ------------ | ------------ | ------ | ------ | ------ | ------ | ------ | ------ |
| Stagione regolare | 1.000     | 2       | 2       | 0       | 0       | 16      | 0       | 1            | 1            | 0            | 0            | 25           | 0            | 3      | 3      | 0      | 0      | 41     | 0      |
| Playoff           | .500      | 1       | 1       | 0       | 0       | 31      | 6       | 1            | 0            | 0            | 1            | 0            | 21           | 2      | 1      | 0      | 1      | 31     | 27     |
| Totale            | .800      | 3       | 3       | 0       | 0       | 47      | 6       | 2            | 1            | 0            | 1            | 25           | 21           | 5      | 4      | 0      | 1      | 72     | 27     |